# Карпатський геодинамічний полігон
Карпатський геодинамічний полігон — один з двох стаціонарних науково-дослідних геодинамічних полігонів України для систематичних досліджень руху земної кори.

## Загальна характеристика
Засновано  — 1965 рік 

Місце розташування — південно-західна частина Українських Карпат 

Підпорядкованість — Карпатське відділення Інституту геофізики ім. С.І.Субботіна НАН України

Оперативне управління — Карпатська дослідно-методична геофізична партія КВ ІФГ

Ціль — на основі комплексу геодезичних, геофізичних та геолого-геоморфологічних методів дослідження:
- вивчення загальних закономірностей сучасних рухів земної кори;
- дослідження зв'язків цих рухів;
  - з глибинною будовою,
  - сейсмічністю,
  - варіаціями геофізичних полів;
- для пізнання причин та механізмів сучасних геодинамічних процесів;
- для розв'язання глобальних проблем тектоногенезу.

## Коротка історія
За дуже короткий проміжок часу з 1985 по 1995 роки на території полігону були побудовані, обладнані відповідною апаратурою та введені в експлуатацію чотири стаціонарні і дві тимчасові режимні геофізичні станції (РГС). 
Це дозволило розпочати виконувати роботи з забезпечення комплексного геофізичного моніторингу геодинамічних і сейсмотектонічних процесів на території Закарпаття, вивчення сучасної геодинаміки земної кори, виявлення провісників землетрусів, уточнення сейсмічної небезпеки.

## Сейсмічні станції
Географічне місце діючих сейсмічних станцій: Ужгород, Міжгір'я, Косів, Рахів

## Діючі режимні геофізичні станції Карпатського геодинамічного полігону
РГС "Брід", 
РГС "Нижнє Селище", 
РГС "Тросник", 
РГС "Берегове", 
РГС "Мукачеве"

## Види спостережень РГС
- деформографічні
- електрометричні
- сейсмологічні
- геомагнітні
- геотемпературні
- акустоемісійні
- електромагнітні
- метеорологічні